# Acca lanuginosa
Acca lanuginosa är en myrtenväxtart som först beskrevs av Hipólito Ruiz López, Pav. och George Don jr, och fick sitt nu gällande namn av Mcvaugh. Acca lanuginosa ingår i släktet Acca och familjen myrtenväxter. IUCN kategoriserar arten globalt som sårbar. Inga underarter finns listade i Catalogue of Life.